# Швейцарська агенція розвитку та співробітництва
Швейцарська агенція розвитку та співробітництва, ШАРС (нім. Direktion für Entwicklung und Zusammenarbeit, фр. Direction du développement et de la coopération, італ. Direzione dello sviluppo e della cooperazione, ромш. Direcziun da svilup e da cooperaziun) — агенція міжнародного співробітництва Федерального департаменту закордонних справ Швейцарії, яка відповідає за загальну координацію з іншими федеральними органами Швейцарської Конфедерації щодо розвитку та співпраці з країнами Глобального Півдня та Східної Європи, а також за гуманітарну допомогу. Також агенція зосереджується на підтримці країн у їхніх зусиллях звершити політичні, економічні та соціальні перетворення.

## Історія
Агенція створена у 1960 році під назвою «Служба технічного співробітництва». У 1981 році було перейменовано в Агенцію співробітництва з питань розвитку та гуманітарної допомоги, а у 1995 році в Агенцію співробітництва в галузі розвитку, гуманітарної допомоги та технічного співробітництва з Центральною та Східною Європою. 1996 року агенція отримала теперішню назву.

## Структура
Агенція налічує 1500 співробітників у Берні та по всьому світі. Загальний кошторис ШАРС — 1,8 мільярда швейцарських франків. 18 % ресурсів ШАРС спрямовується на гуманітарну допомогу, 72 % на співпрацю з метою розвитку та 10 % на країни Східної Європи або як внесок у розширення ЄС.

### Генеральні директори ШАРС
| Період    | Очільник           |
| --------- | ------------------ |
| 1961-1962 | Ганс Келлер        |
| 1963-1966 | Авґуст Р. Ліндт    |
| 1967-1974 | Сіґізмунд Маркуард |
| 1974-1982 | Марсель Геймо      |
| 1982-1993 | Фріц Штегелін      |
| 1993-2008 | Вальтер Фуст       |
| 2008-2014 | Мартін Дагінден    |
| 2014-2020 | Мануель Саґер      |
| З 2020    | Патриція Данзі     |

## Діяльність
Пріоритети діяльності:
1. Регіональне співробітництво — управляє програмами та проєктами двостороннього співробітництва в країнах Центральної Азії, Африки, Азії та Південної Америки.
2. Глобальне співробітництво — співпрацює з організаціями системи ООН та Світовим Банком. Агенція підтримує програми та проєкти, що стосуються зміни клімату, продовольчої безпеки та міграції, глобальне співробітництво сприяє розв'язання глобальних проблем.
3. Гуманітарна допомога — надає допомогу як безпосередньо при стихійних лихах та під час збройних конфліктів, так і через кадрову та фінансову підтримку партнерських організацій, які надають гуманітарну допомогу. Допомога надається, зокрема, для превентивних заходів, у надзвичайних ситуаціях, як допомога для виживання, для відбудови та для адвокатування забутих гуманітарних катастроф.
4. Співпраця зі Східною Європою та Співдружністю Незалежних Держав (СНД) — підтримка демократичних та ринково-економічних реформ в регіоні Західних Балкан та колишнього Радянського Союзу. Основні завдання допомоги країнам з перехідною економікою — розбудова демократичних інститутів, реформи в системах охорони здоров'я та соціального забезпечення, а також покращення навколишнього середовища.